# Ceryx approximata
Ceryx approximata är en fjärilsart som beskrevs av Walker 1864. Ceryx approximata ingår i släktet Ceryx och familjen björnspinnare. Inga underarter finns listade i Catalogue of Life.